# Codeuda en garantía
La codeuda en garantía, también denominada codeduda solidaria, es un contrato trilateral, consensual, y atípico, y es así en casi la totalidad de los sistemas jurídicos nacionales, denominado también en la doctrina como acuerdo de solidaridad pasiva, o asunción cumulativa de deuda, mediante el mismo hallamos un garante, no estrictamente fiador, y no deudor, pero que asume la deuda como propia, con el consentimiento del acreedor. 
Se trata, en cualquier caso, de una garantía accesoria, no autónoma, cuya existencia es consecuencia de la existencia de la prestación que garantiza.
Por regla general la utilidad para los sujetos contratantes radica en la pretensión de evadirse de las consecuencias estrictas del contrato de fianza, así como de los costes constitutivos (aranceles y tributos) obteniendo, en su lugar, una garantía personal no fideusoria pero de efectos semejantes a los de la fianza.

## La codeuda no es fianza
A primera vista puede parecer que estamos frente a un supuesto de simulación contractual en que se halla un contrato simulado (codeuda) y otro disimulado (fianza) el cual debería prevalecer sobre el anterior. Esto, sin embargo, no es percibido así en la práctica contractual bancaria en España, que viene sustituyendo al fiador por el codeudor, con funciones de garantía. La figura es bastante dudosa en derecho y bordea contratos típicos afines, sin una justificación equilibrada y razonable, pero hay una distinción respecto de la fianza que es bastante clara, y radica en el hecho de que la fianza es bilateral (se perfecciona con el consentimiento de fiador y acreedor) y la codeuda solidaria es trilateral (su perfección depende del consentimiento del garante, del acreedor y del deudor).

## Codeuda en derecho comparado
Comparando la codeuda en garantía con el aval a primera demanda, Ulrich Drobnig sostiene (véase el informe nº 1 de la Revista Latinoamericana de Derecho), que la denominada codebtorship with security function (relación entre codeudores con función de garantía) es realmente una mezcla confusa pues el garante asociado en la codeuda en garantía no opera con la autonomía y objetividad que lo hace la llamada garantía pura (aval a primera demanda o contrato autónomo de garantía).
La característica de la codebtorship, como garantía diferenciada, radica en que si bien uno o más codeudores asumen externamente débito y responsabilidad frente al acreedor, internamente sólo lo hacen securitatis causæ, o sea, sólo provisoriamente. En términos legales, esto significa que las normas sobre codebtorship y otras sobre garantías convencionales se encuentran combinadas. La dificultad estriba tal vez en determinar los límites exactos entre estas dos órbitas, típica y atípica.

## Codeuda como forma contractual asociativa
La codeuda en garantía (asociación con función de garantía), en definitiva, es un contrato atípico, subjetivamente tripartito, que suscriben el deudor, el garante y el acreedor, y de cuyo contenido han desterrado deliberadamente la formulación fideusoria, ligando ambos efectos, débito y responsabilidad, a la figura del garante, como si del propio deudor principal se tratase, creando una especie de sociedad de débitos que puede estar referida a una concreta y determinada obligación, o puede también comprender totas las obligaciones, presentes y futuras, contraídas por el deudor garantizado frente al acreedor.